# Compaq
Compaq byla společnost, zabývající se výrobou osobních počítačů, založená v roce 1982 Rodem Canionem, Jimem Harrisem a Billem Murto. Během osmdesátých let vyrobil Compaq některé z prvních levných IBM PC kompatibilních počítačů. Slovo „COMPAQ“ je akronym pro slova „kompatibilitu“ a „kvalitu“. Jako samostatně výdělečná společnost existovala do roku 2002, kdy došlo k fúzi se společností Hewlett-Packard, kterou vznikla silná nadnárodní společnost, která se následně rozhodla jako jedinou používat značku hp.